# Bycanistes
Bycanistes is een geslacht van vogels uit de familie neushoornvogels (Bucerotidae) die alleen in Afrika voorkomen.

## Soorten
Het geslacht kent de volgende soorten:
- Bycanistes albotibialis  – Witpootneushoornvogel
- Bycanistes brevis  – Zilveroorneushoornvogel
- Bycanistes bucinator  – Trompetneushoornvogel
- Bycanistes cylindricus  – Bruinoorneushoornvogel
- Bycanistes fistulator  – Fluitneushoornvogel
- Bycanistes subcylindricus  – Grijsoorneushoornvogel